# 1946年の中部日本
1946年の中部日本（1946ねんのちゅうぶにほん）では、1946年の中部日本の動向をまとめる。
この年の中部日本は、戦争により中断していた職業野球再開の1年目のシーズンであり、「中部日本」として戦った唯一のシーズンである。

## 概要
中部日本新聞社が3年ぶりに親会社へ正式復帰した。中部日本新聞社の発足後に自己資金を投じて球団を存続させて来た大島一郎が前年の11月に本業での戦争協力への責任を理由に社長を辞任して社主に退き、後任の社長となった杉山虎之助がオーナー職を引き継いだことに伴い名古屋軍時代の「大日本野球連盟名古屋協会」から新法人「中部日本野球倶楽部」に球団の諸権限を委任して「中部日本」へ改称される。
シーズン途中で竹内愛一監督が辞任し、杉浦清選手兼任監督が就任したがその3週間後の8月5日から9月1日にかけて、球団史上最悪の15連敗を喫した。最終的にパシフィックと同率の最下位に沈んだ。翌年からニックネームをつけることが義務付けられたため、「中部日本ドラゴンズ」へ改称。中日ドラゴンズの歴史が翌年からスタートした。対戦成績では同率最下位のパシフィックと互角だったものの、5位阪急に2勝12敗1分と大きく負け越し、最下位脱出はならなかった。

## チーム成績

### レギュラーシーズン
| 1 | 左 | 岩本章     |
| 2 | 遊 | 金山次郎   |
| 3 | 中 | 古川清蔵   |
| 4 | 捕 | 服部受弘   |
| 5 | 一 | 小鶴誠     |
| 6 | 右 | 加藤正二   |
| 7 | 三 | 藤原鉄之助 |
| 8 | 投 | 森井茂     |
| 9 | 二 | 木下政文   |

| 順位 | 5月終了時 | 5月終了時 | 6月終了時 | 6月終了時 | 7月終了時 | 7月終了時 | 8月終了時 | 8月終了時 | 9月終了時 | 9月終了時 | 最終成績 | 最終成績 |
| ---- | --------- | --------- | --------- | --------- | --------- | --------- | --------- | --------- | --------- | --------- | -------- | -------- |
| 1位  | 近畿      | --        | 巨人      | --        | 大阪      | --        | 近畿      | --        | 近畿      | --        | 近畿     | --       |
| 2位  | 阪急      | 0.0       | 阪急      | 2.5       | 巨人      | 3.5       | 大阪      | 1.5       | 巨人      | 3.5       | 巨人     | 1.0      |
| 3位  | 巨人      | 1.0       | 大阪      | 4.0       | 近畿      | 5.0       | 巨人      | 3.5       | 大阪      | 6.0       | 大阪     | 7.0      |
| 4位  | 大阪      | 1.0       | 近畿      | 4.5       | 阪急      | 8.0       | 阪急      | 9.0       | 阪急      | 13.0      | 阪急     | 14.0     |
| 5位  | ゴールド  | 2.0       | パシフィ  | 8.5       | 中部日本  | 11.5      | ゴールド  | 17.0      | セネター  | 17.0      | セネター | 19.0     |
| 6位  | パシフィ  | 4.0       | ゴールド  | 8.5       | ゴールド  | 15.0      | セネター  | 17.5      | パシフィ  | 19.5      | ゴールド | 22.0     |
| 7位  | セネター  | 4.0       | セネター  | 10.0      | セネター  | 15.5      | パシフィ  | 18.5      | ゴールド  | 20.0      | パシフィ | 22.5     |
| 8位  | 中部日本  | 4.0       | 中部日本  | 10.0      | パシフィ  | 17.5      | 中部日本  | 21.0      | 中部日本  | 21.0      | 中部日本 | 22.5     |

| 順位 | 球団               | 勝 | 敗 | 分 | 勝率 | 差   |
| ---- | ------------------ | -- | -- | -- | ---- | ---- |
| 優勝 | 近畿グレートリング | 65 | 38 | 2  | .631 | -    |
| 2位  | 東京巨人軍         | 64 | 39 | 2  | .621 | 1.0  |
| 3位  | 大阪タイガース     | 59 | 46 | 0  | .562 | 7.0  |
| 4位  | 阪急軍             | 51 | 52 | 2  | .495 | 14.0 |
| 5位  | セネタース         | 47 | 58 | 0  | .448 | 19.0 |
| 6位  | ゴールドスター     | 43 | 60 | 2  | .417 | 22.0 |
| 7位  | 中部日本           | 42 | 60 | 3  | .412 | 22.5 |
| 7位  | パシフィック       | 42 | 60 | 3  | .412 | 22.5 |

## 表彰選手
| リーグ・リーダー |
| ---------------- |
| 受賞者なし       |